# Le Porge
Le Porge är en kommun i departementet Gironde i regionen Nouvelle-Aquitaine i sydvästra Frankrike. Kommunen ligger i kantonen Castelnau-de-Médoc som tillhör arrondissementet Lesparre-Médoc. År 2022 hade Le Porge 3 418 invånare.

## Befolkningsutveckling
Antalet invånare i kommunen Le Porge
Referens:INSEE